# Takeshi Mizuuchi
Takeshi Mizuuchi (水内 猛 Mizuuchi Takeshi?), född 19 november 1972 i Kanagawa prefektur, är en japansk tidigare fotbollsspelare.
Mizuuchi började sin karriär 1991 i Mitsubishi Motors (Urawa Reds). 1996 flyttade han till Brummell Sendai. Han avslutade karriären 1997.